# Ясеново Первое
Ясеново Первое (укр. Ясенове Перше) — село, относящееся к Любашёвскому району Одесской области Украины.
Население по переписи 2001 года составляло 586 человек. Почтовый индекс — 66512. Телефонный код — 4864. Занимает площадь 2,312 км². Код КОАТУУ — 5123384405. Находится на правом берегу реки Кодыма.

## История
Возникло в 1880 году. В начале XX века относилось к Балтскому уезду, Подольской губернии, Российской Империи и насчитывало 3800 жителей. В селе находился Еврейский молитвенный дом, земская школа и школа грамматика, аптека. В этот период в селе раз в 2 недели проходили базары, располагалось около 10 торгово-промышленных заведений.

## Местный совет
Имеет единый сельский совет с другим селом — Ясеново Второе, расположенным на противоположном берегу реки Кодыма. Адрес сельского совета: 66510, Одесская область, Любашевский район, с. Ясеново Второе